# Narycia mixoscia
Narycia mixoscia är en fjärilsart som beskrevs av Edward Meyrick 1922. Narycia mixoscia ingår i släktet Narycia och familjen säckspinnare. Inga underarter finns listade i Catalogue of Life.